# Fosse Cuvinot
La fosse Cuvinot ou Paul Cuvinot de la Compagnie des mines d'Anzin est un ancien charbonnage du Bassin minier du Nord-Pas-de-Calais, situé à Onnaing. Le fonçage des deux puits commence en juillet 1893 ou en 1894 et la fosse commence à extraire en mars 1897. Des cités, ainsi que des écoles sont bâties à Onnaing et à Vicq. Deux terrils nos 201 et 202 sont édifiés à l'ouest du carreau. La fosse est détruite durant la Première Guerre mondiale. Elle est reconstruite.
La Compagnie des mines d'Anzin est nationalisée en 1946, et intègre le Groupe de Valenciennes. La fosse Cuvinot concentre en 1955 la fosse Thiers. Elle cesse définitivement d'extraire le 29 décembre 1967 et ses puits sont comblés l'année suivante. Les deux terril, dont le 201 qui avait atteint 94 mètres, sont exploités.
Au début du XXIe siècle, Charbonnages de France matérialise les têtes des puits Cuvinot nos 1 et 2. Le carreau de fosse est une friche. Les cités ont été rénovées. L'exploitation des terrils se poursuit jusque dans les années 2010.

## La fosse

### Fonçage
La Compagnie des mines d'Anzin commence en juillet 1893 ou en 1894, les travaux de fonçage des deux puits de la fosse Cuvinot à Onnaing. Le puits no 2 est situé à quarante mètres au nord-ouest du puits no 1.

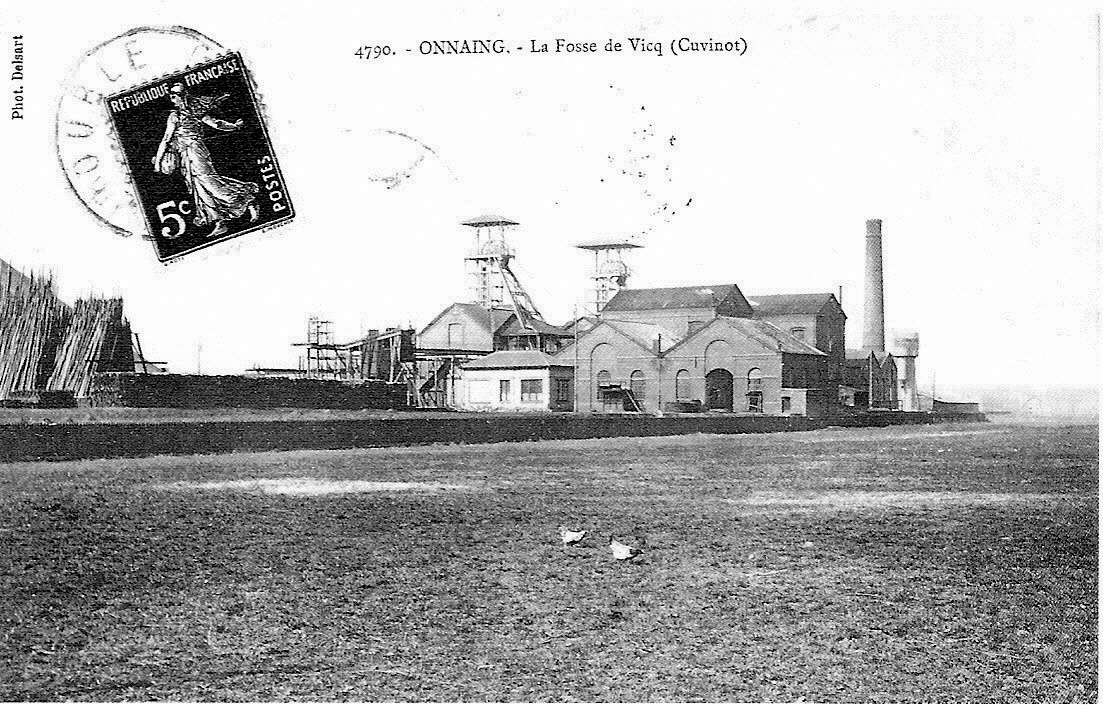
La fosse vers 1900.

Les orifices des puits sont situés à l'altitude de 23 mètres. Le fonçage des puits s'effectue par le procédé de congélation. Le 27 août 1894, un orage entraîne l'ennoyage des deux puits, les ouvriers ont tout juste le temps de remonter. Le terrain houiller est atteint à la profondeur de 167 mètres.
La fosse est baptisée en l'honneur de Paul Cuvinot, administrateur de la Compagnie d'Anzin.

### Exploitation
La fosse commence à extraire en mars 1897. Elle a la particularité unique dans le bassin minier de pouvoir exploiter toute la gamme de charbons connus dans celui-ci, de la houille maigre à la houille grasse.
La fosse est détruite durant la Première Guerre mondiale. Elle est reconstruite, et les puits sont ravalés jusqu'à la profondeur de 480 mètres.
La Compagnie des mines d'Anzin est nationalisée en 1946, et intègre le Groupe de Valenciennes. La fosse concentre en 1955 la fosse Thiers, sise à Saint-Saulve à 2 720 mètres à l'ouest. La fosse Cuvinot cesse d'extraire le 29 décembre 1967, elle a alors produit 13 212 000 tonnes depuis sa mise en service. Les puits nos 1 et 2, respectivement profonds de 491 et 484 mètres, sont remblayés en 1968.

### Reconversion
Au début du XXIe siècle, Charbonnages de France matérialise les têtes des puits Cuvinot nos 1 et 2. Le BRGM y effectue des inspections chaque année. Il ne reste rien de la fosse, mis à part quelques vestiges des murs d'enceinte.

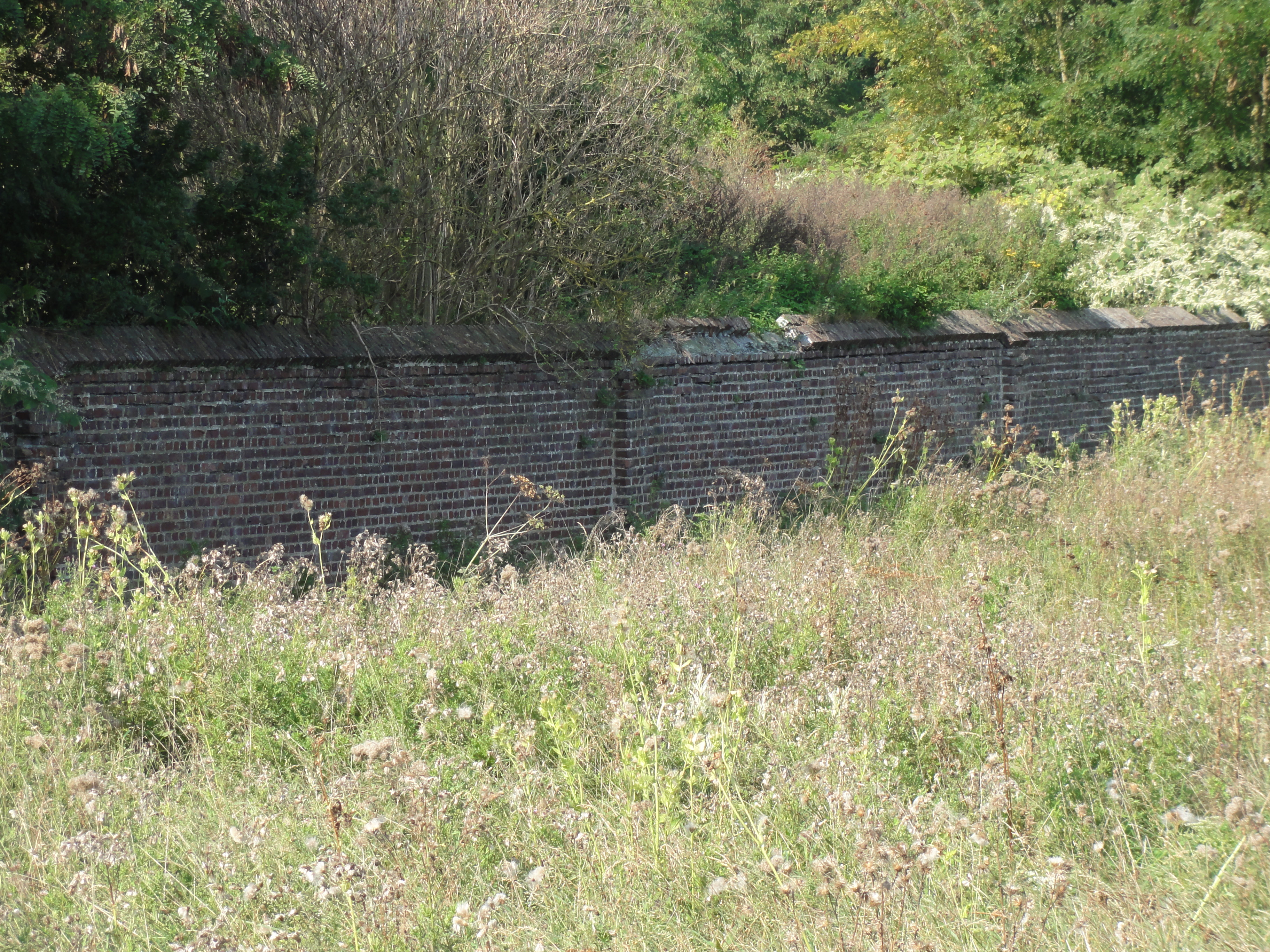
Le mur d'enceinte.
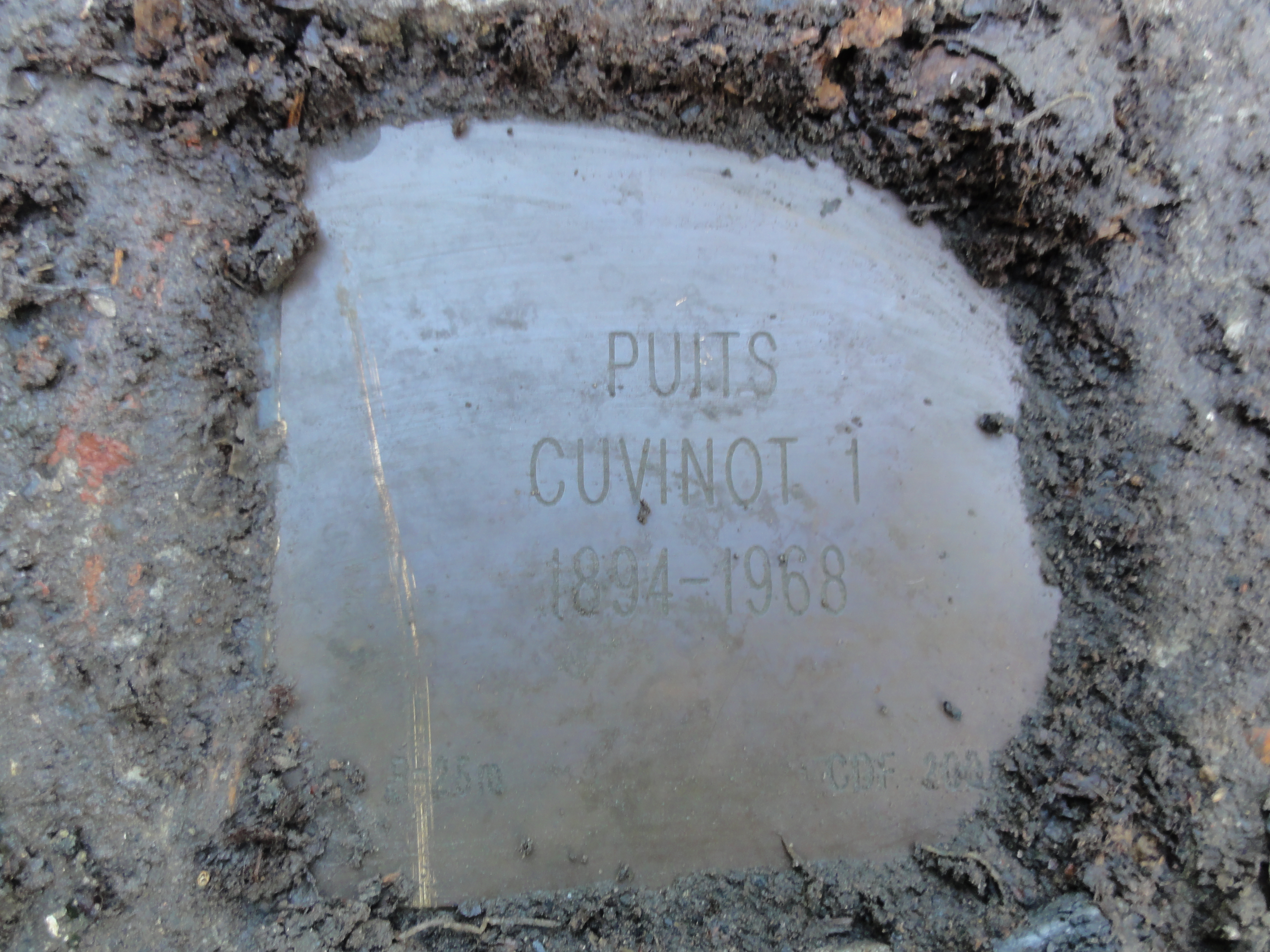
Puits Cuvinot no 1, 1894-1968.
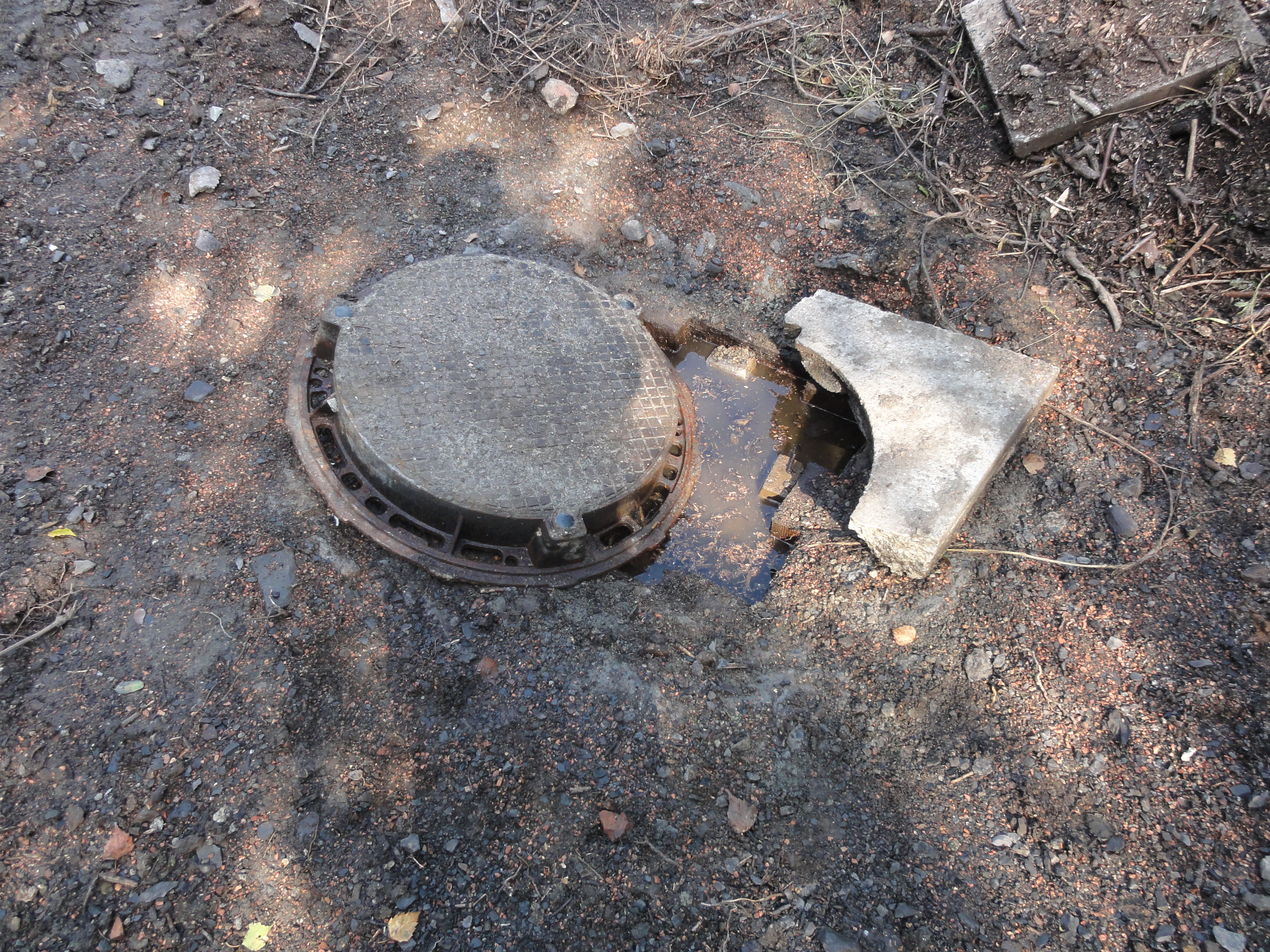
La tête de puits matérialisée no 1, cassée.
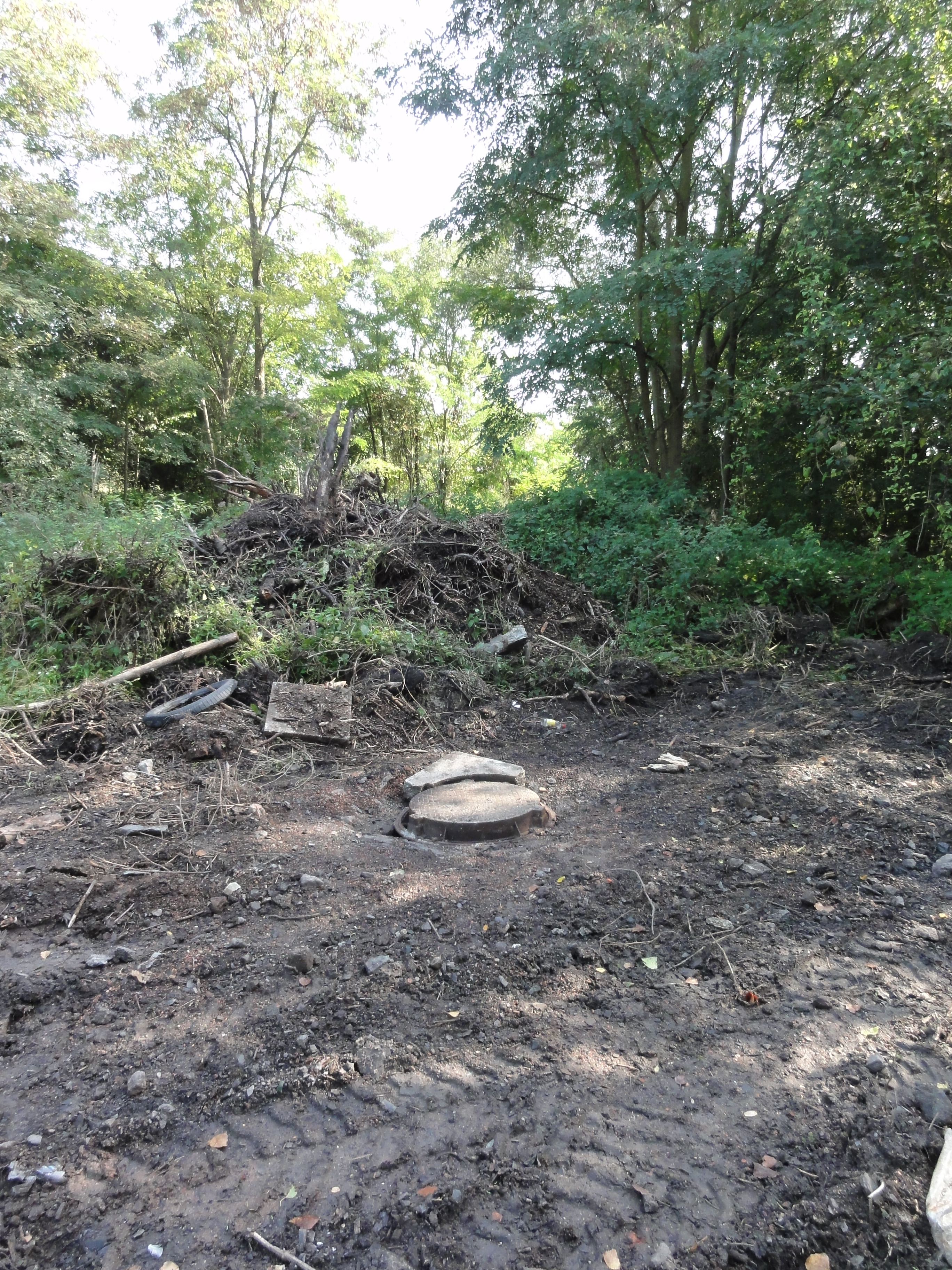
Le puits no 1 dans son environnement.
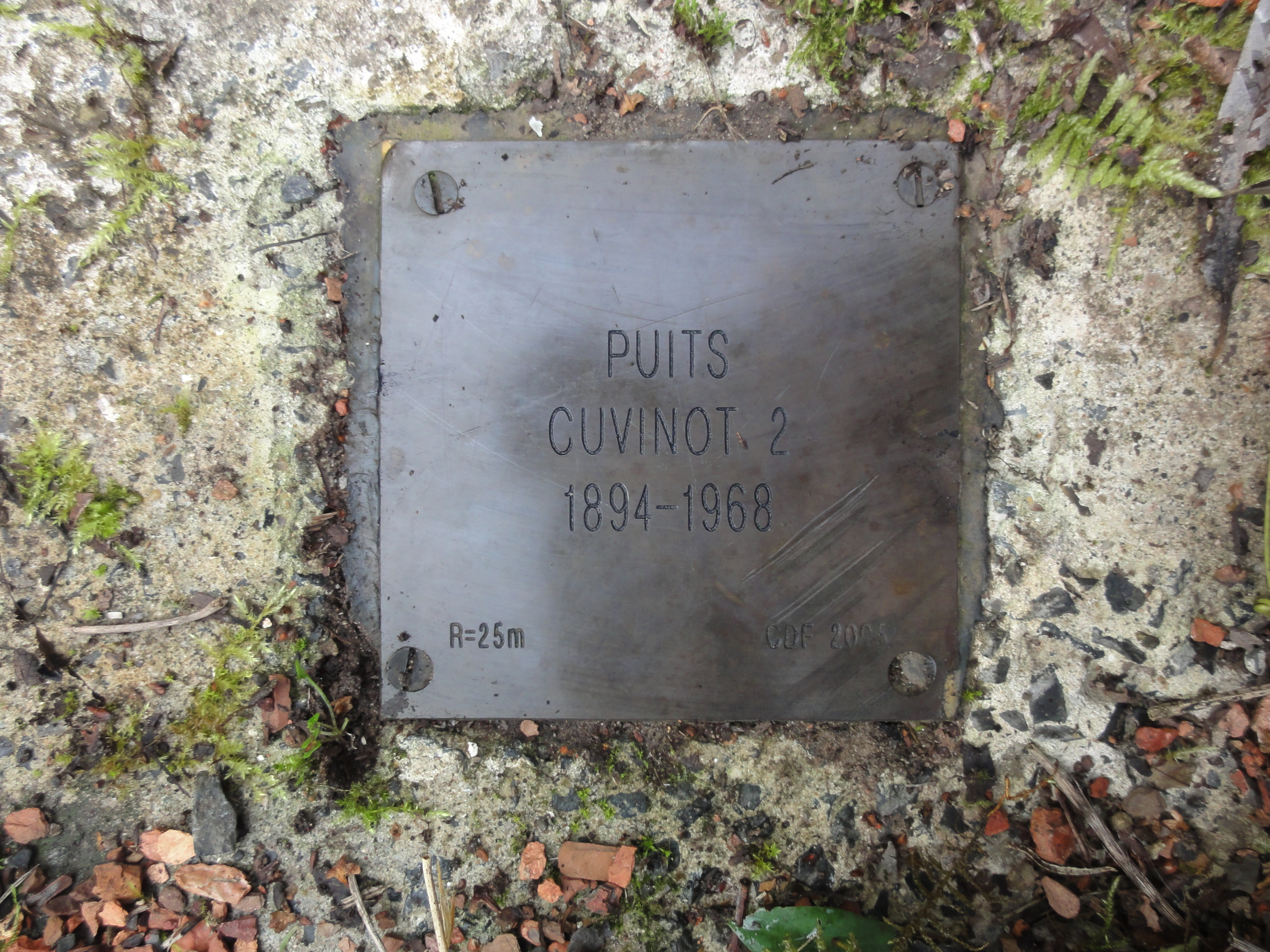
Puits Cuvinot no 2, 1894-1968.
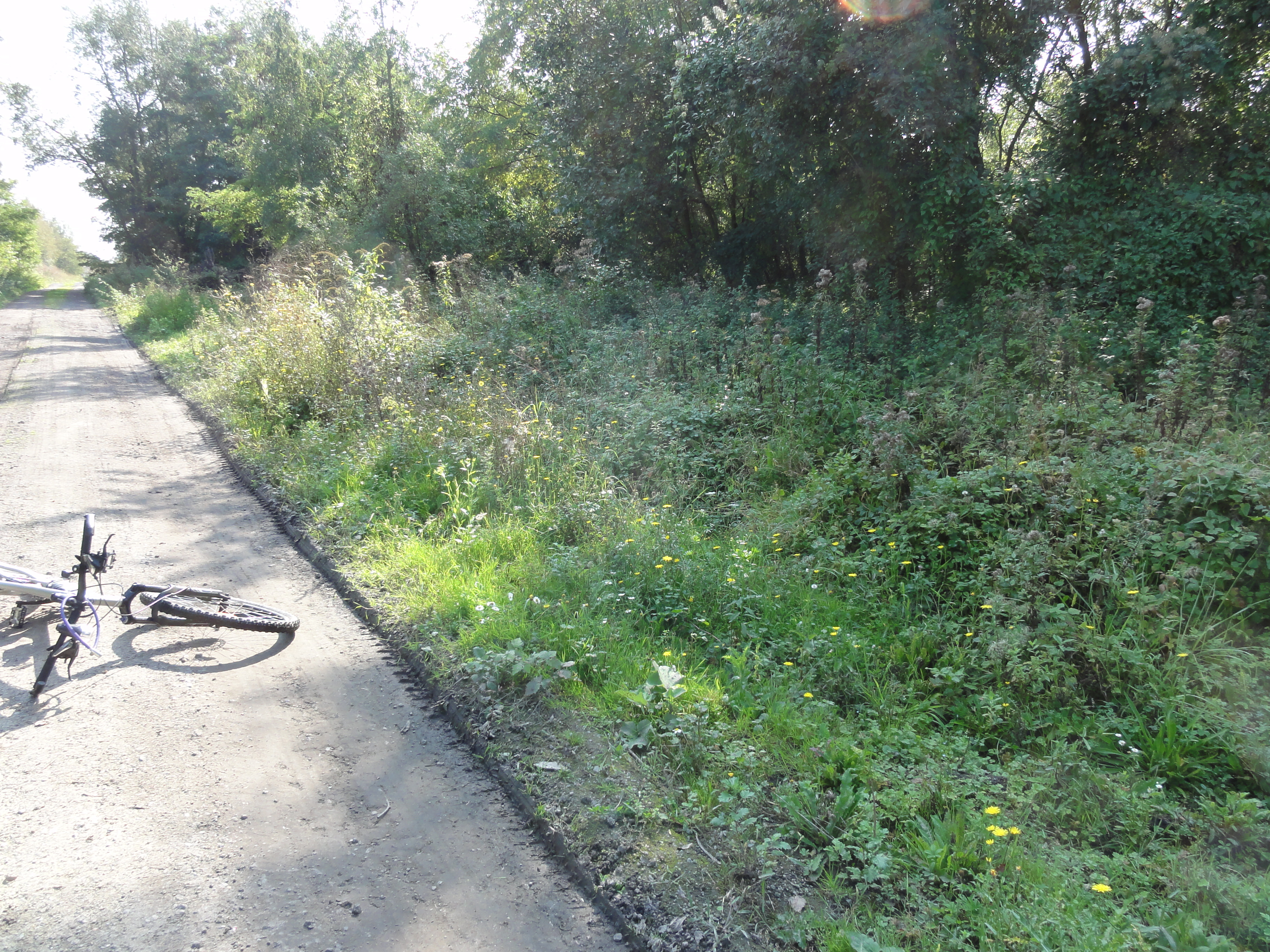
Le puits no 2 dans son environnement.

## Les terrils

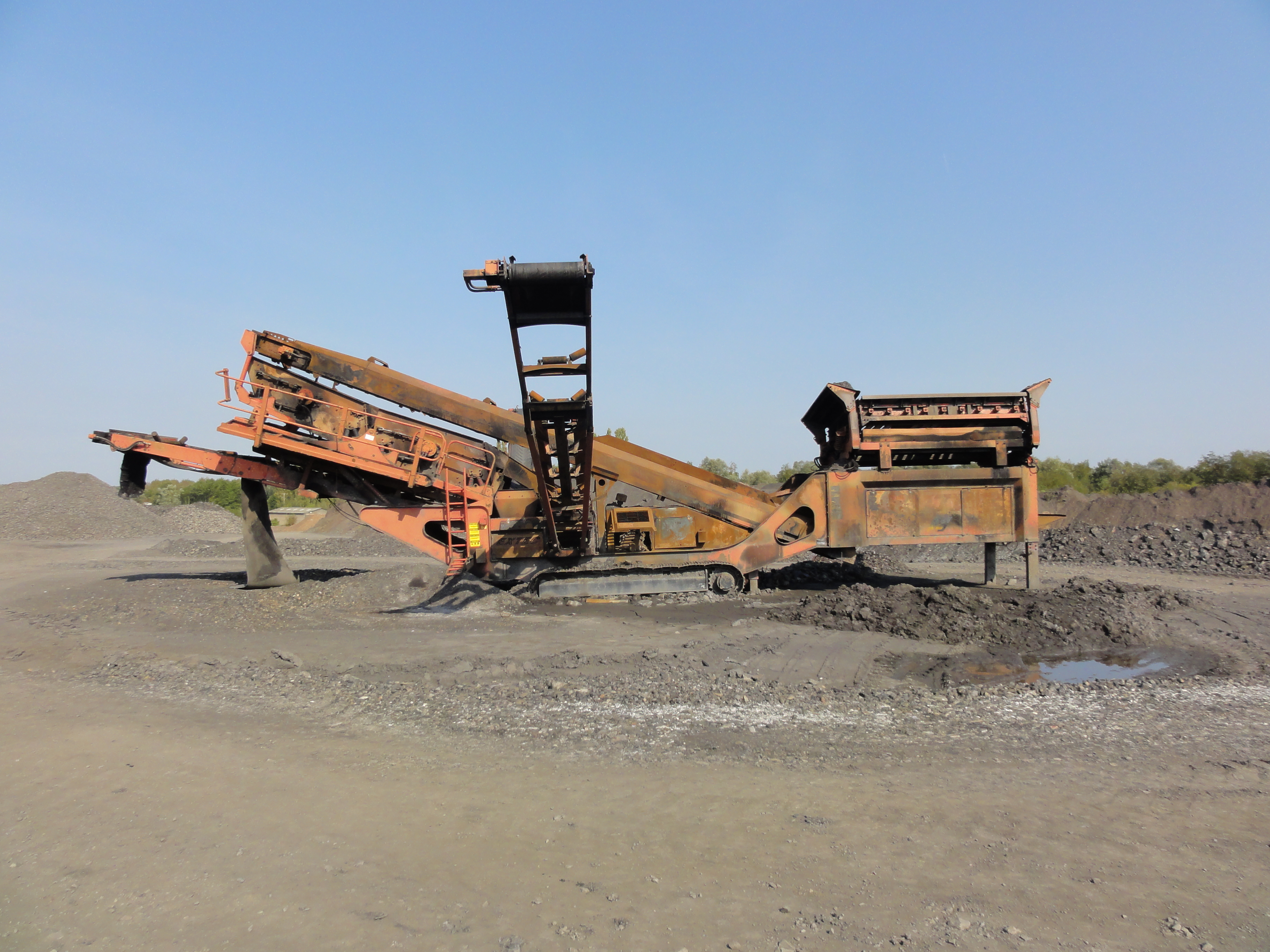
Une trémie incendiée.

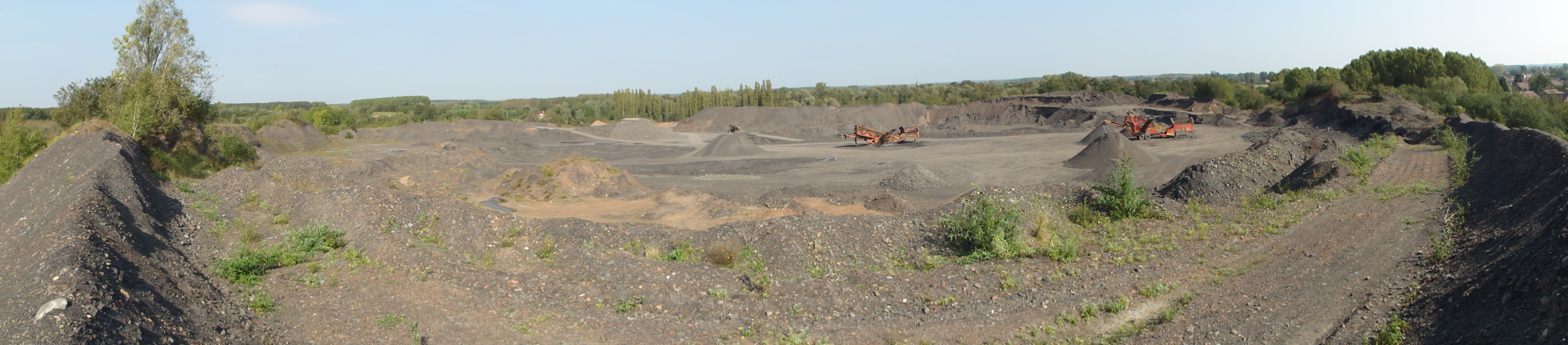
Vue d'ensemble du terril.

Deux terrils résultent de l'exploitation de la fosse.

### Terrilno201, Cuvinot
50° 24′ 06″ N, 3° 35′ 52″ E
Le terril no 201, Cuvinot, est situé à Onnaing, et est indissociable du terril no 202. Exploité, il s'agissait d'un terril conique initialement haut de 94 mètres. Une trémie, également nommée cribleuse, a été incendiée en mai 2009. La société Tercharnor effectue en 2011 une demande de reconduite de son autorisation d'exploitation, pour une durée de six ans, qui a été acceptée.

### Terrilno202, Cuvinot Ouest
50° 24′ 04″ N, 3° 35′ 49″ E
Le terril no 202, Cuvinot Ouest, est situé à Onnaing, et est indissociable du terril no 201 et exploité. Il est à l'origine plat et haut de 17 mètres.

## Les cités
Des cités ont été bâties autour de la fosse Cuvinot, sur les communes d'Onnaing et de Vicq.

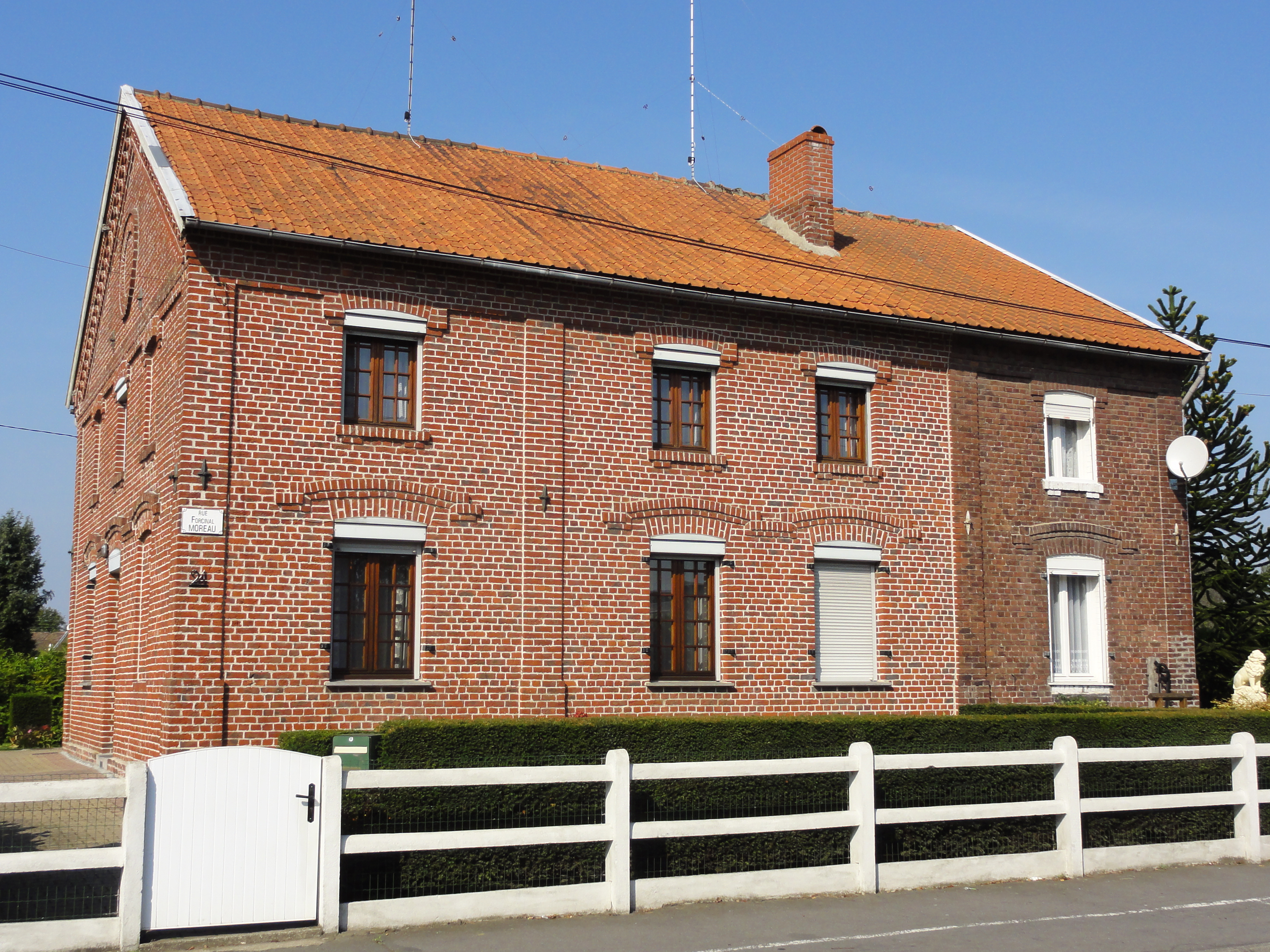
Une habitation d'ingénieur.
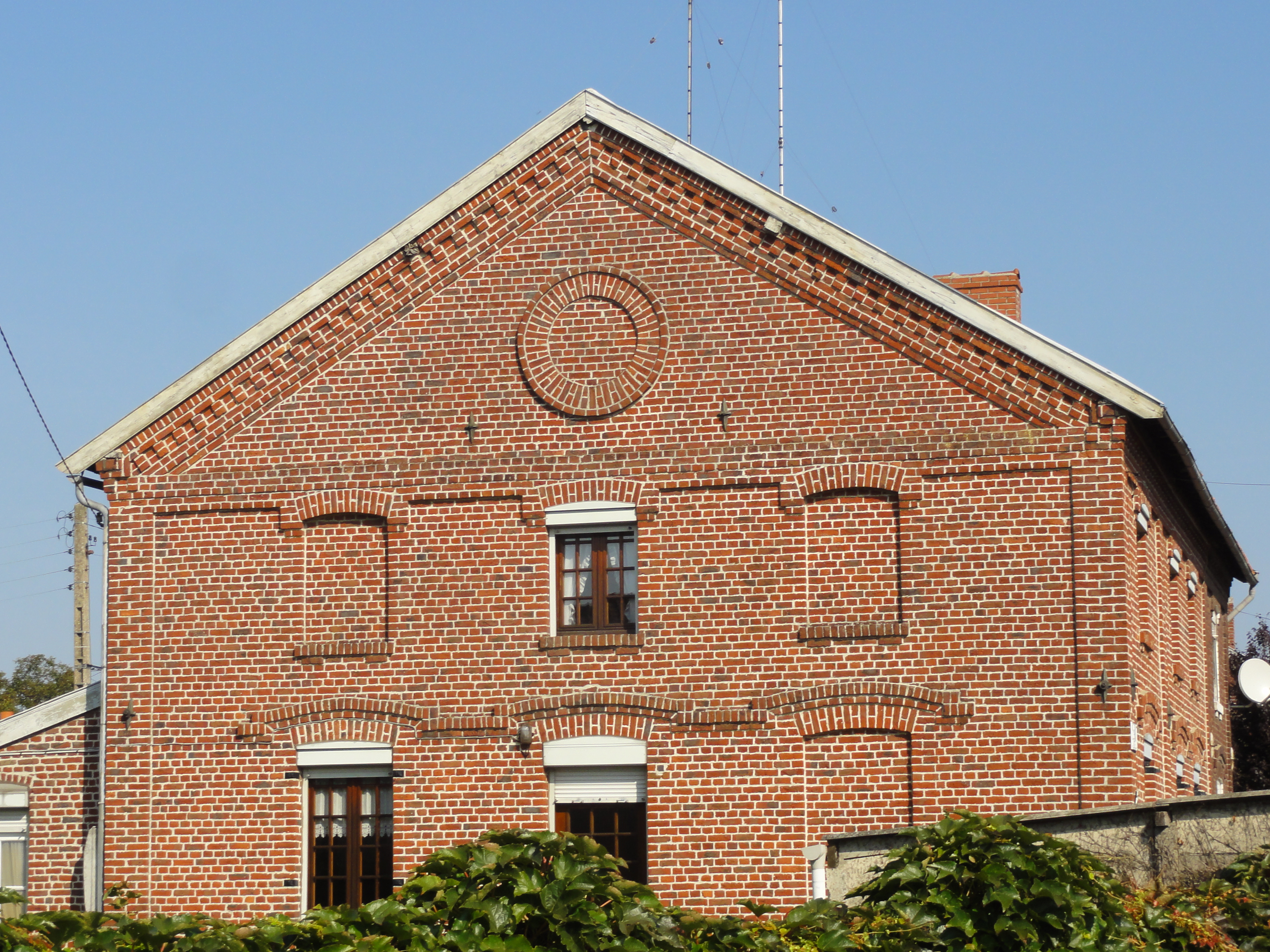
Le pignon de cette habitation.
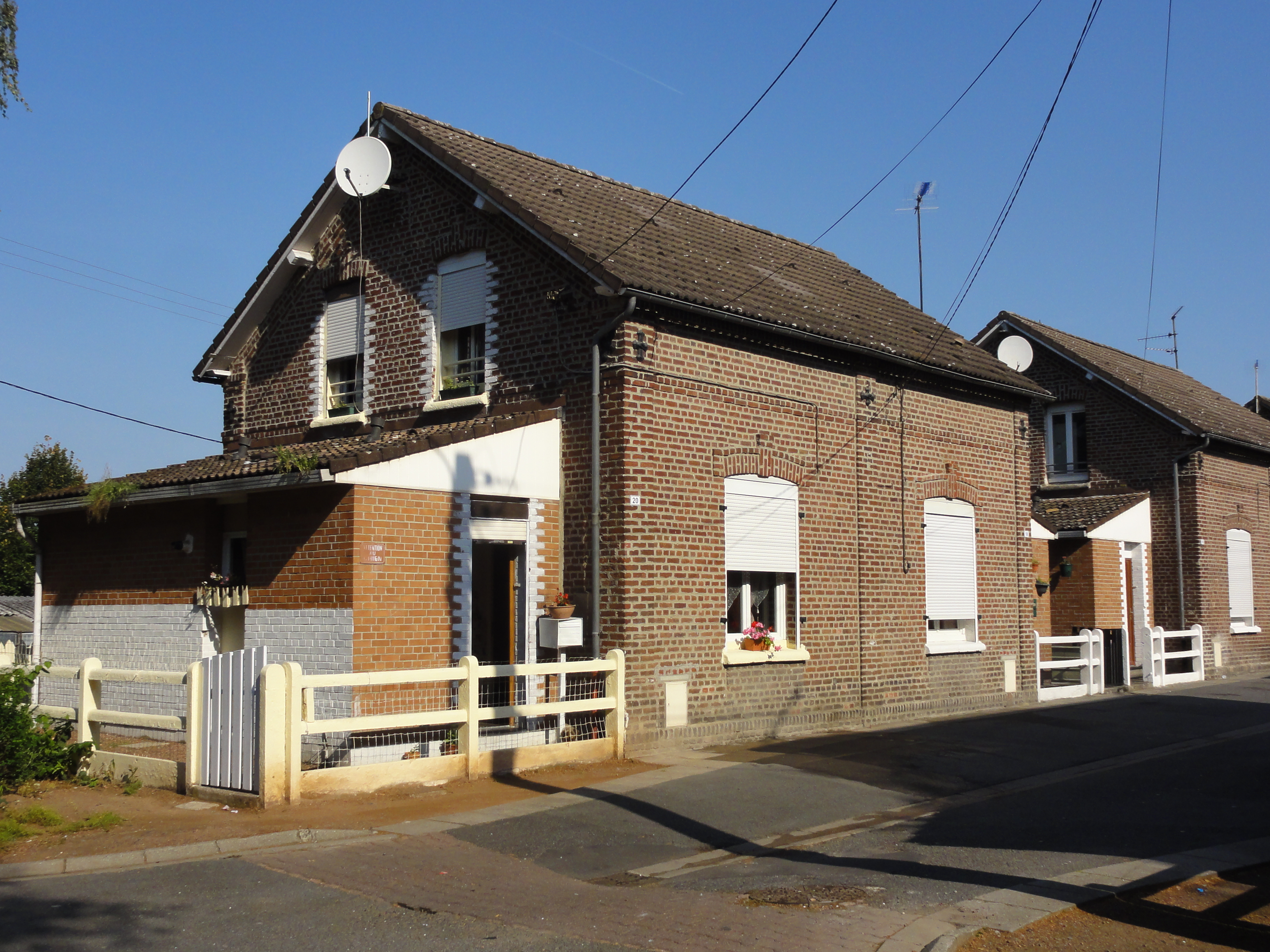
Des habitations groupées par deux.
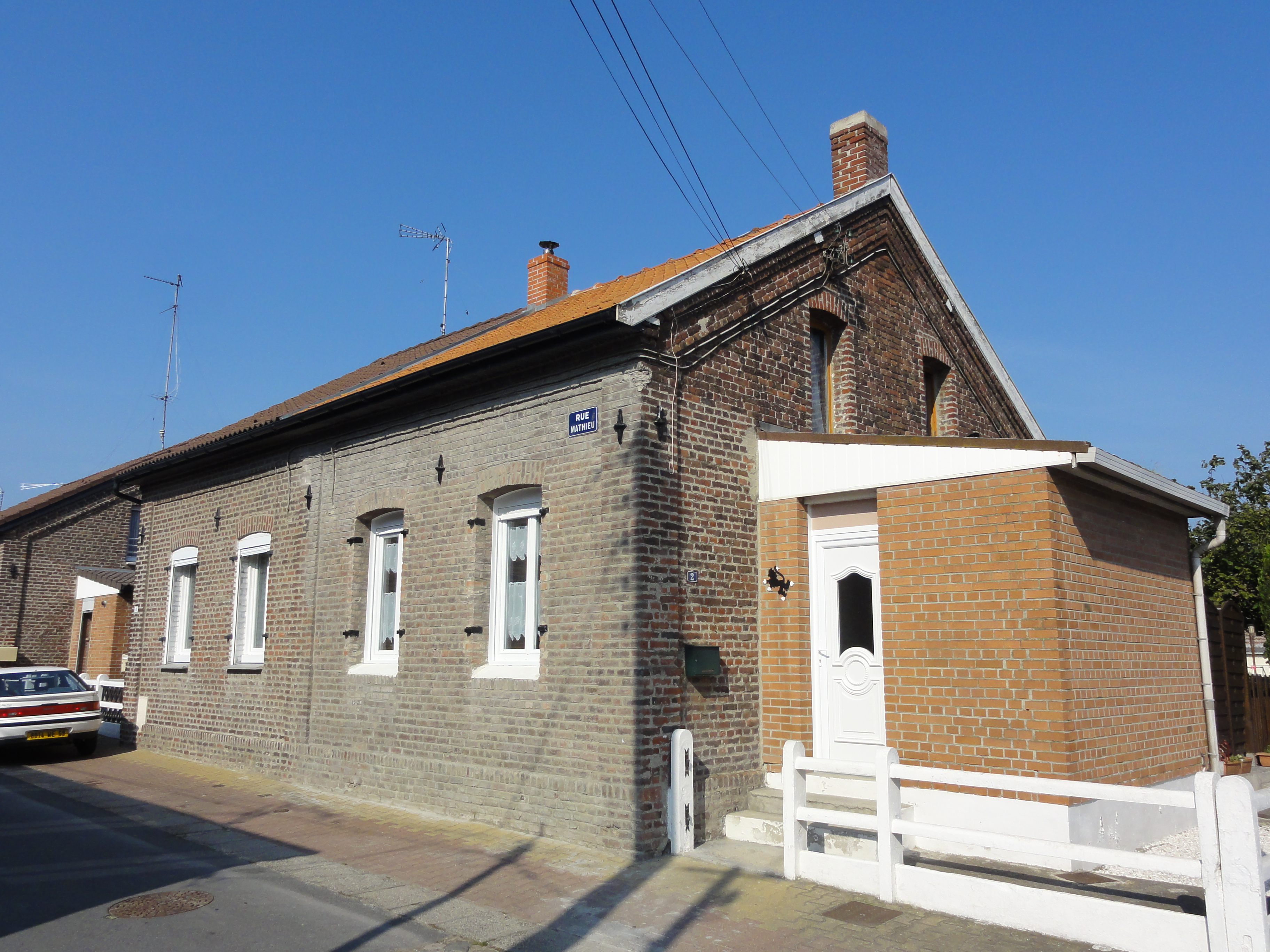
Des habitations groupées par deux.
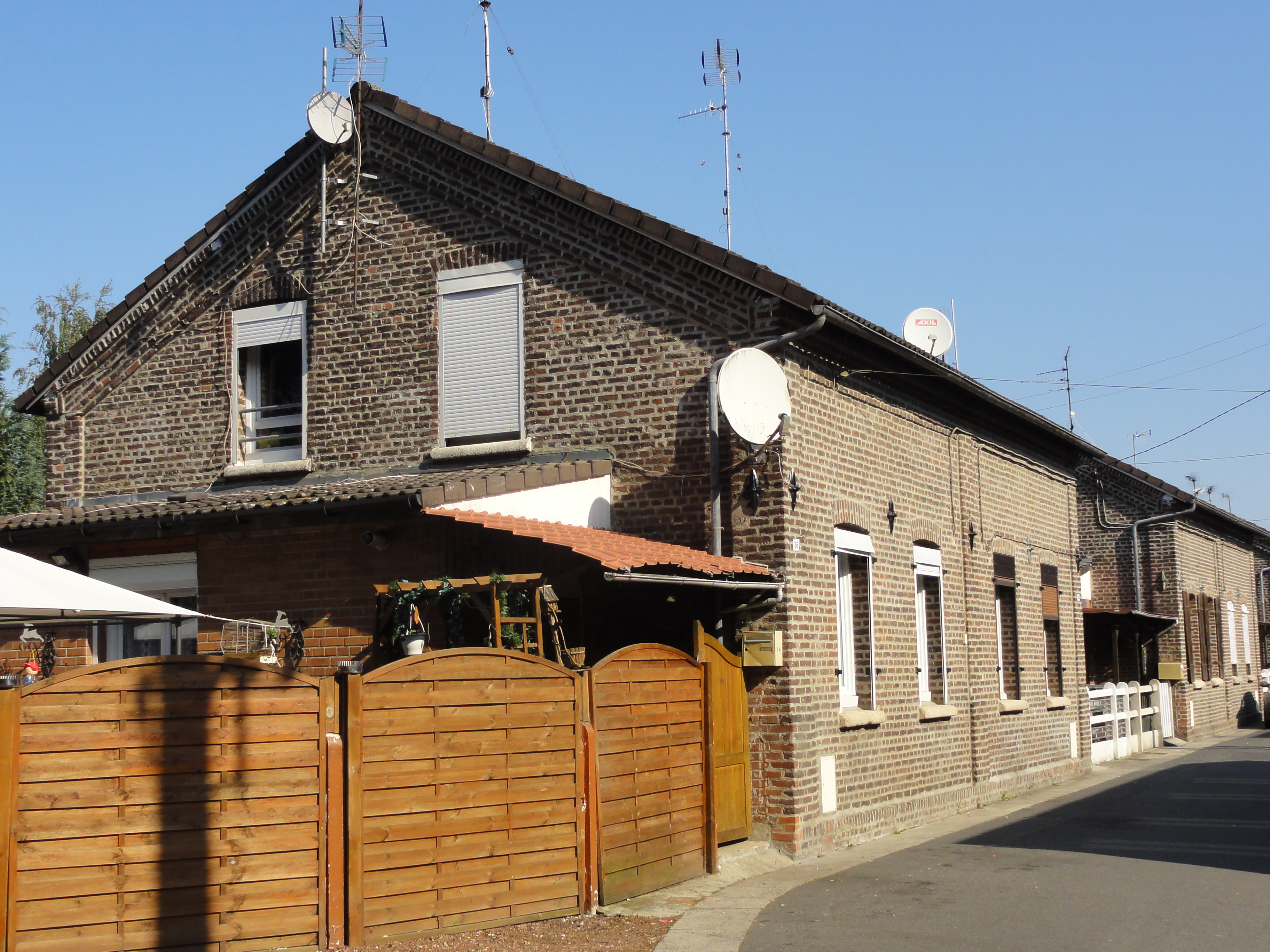
Des habitations groupées par deux.
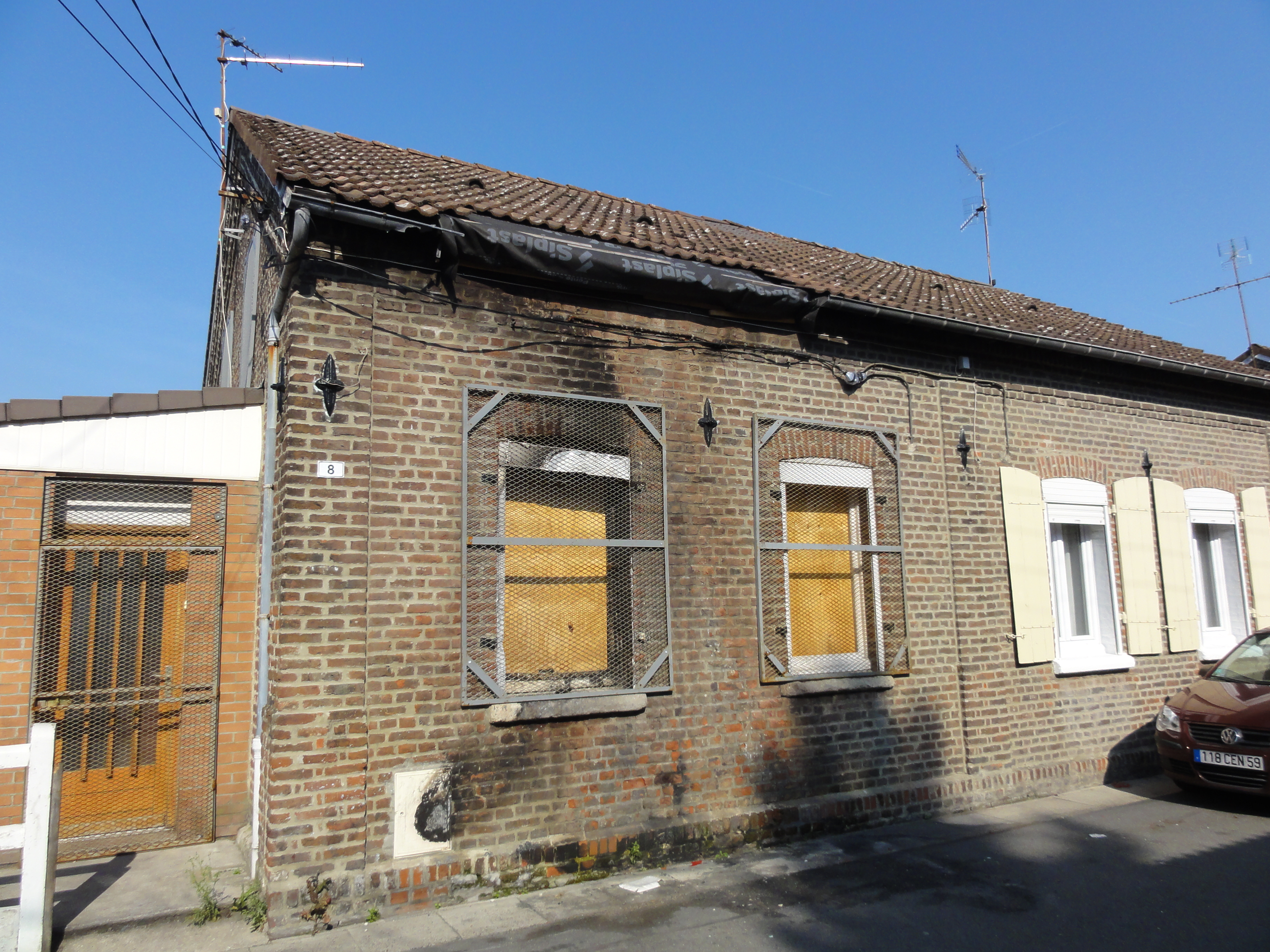
Une habitation incendiée.

### Les écoles

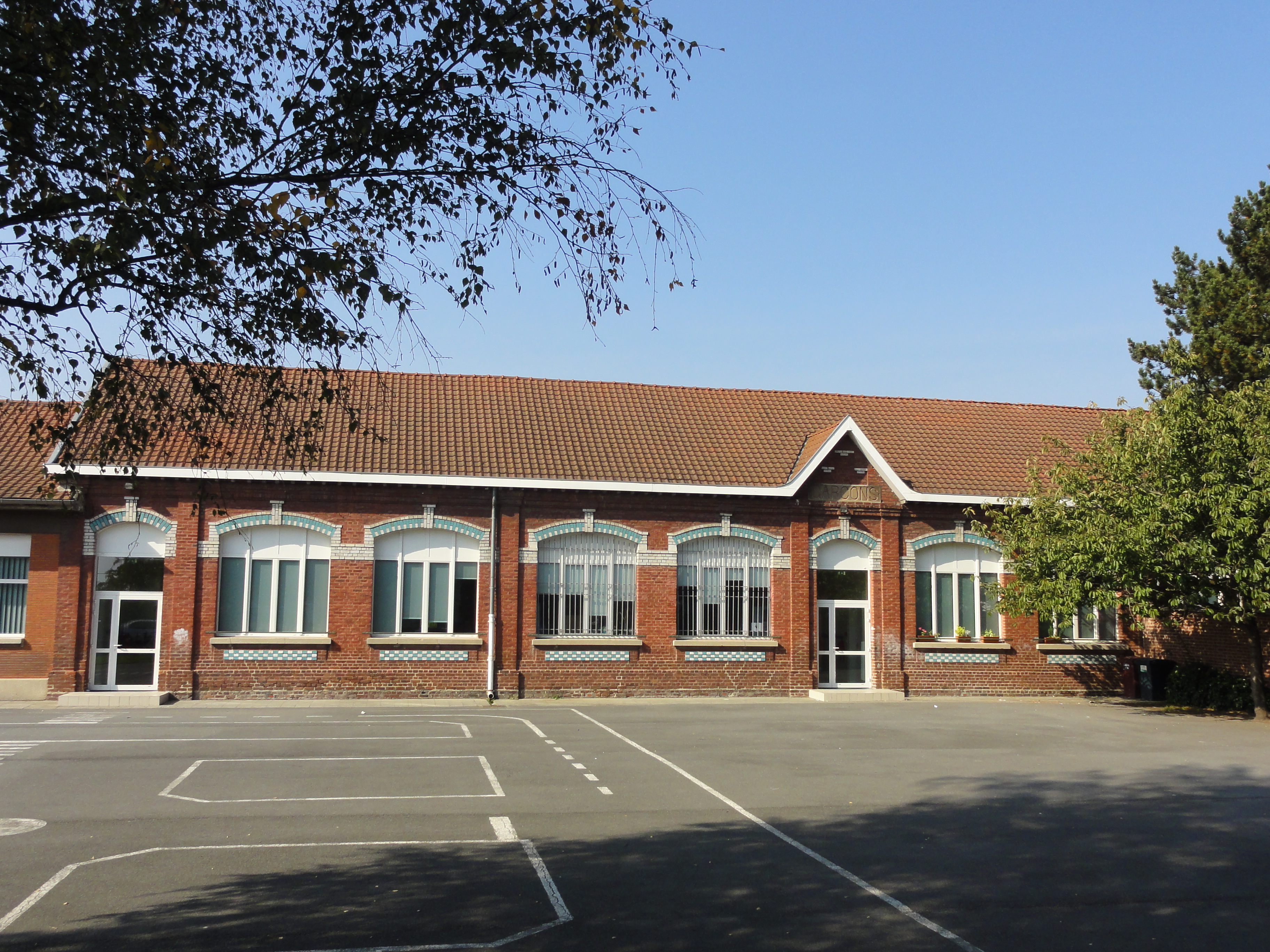
Les écoles.

50° 24′ 10″ N, 3° 36′ 09″ E
Des écoles ont été bâties près de la fosse. Les abords ont été réhabilités au printemps 2010, il s'agissait notamment de sécuriser l'entrée des élèves.